# Pörndorf (Bruckberg)
Pörndorf ist ein Ortsteil der Gemeinde Bruckberg im niederbayerischen Landkreis Landshut.

## Lage
Das Kirchdorf Pörndorf liegt etwa vier Kilometer nördlich von Bruckberg im Donau-Isar-Hügelland.

## Geschichte
Bei Pörndorf weisen frühbronzezeitliche Gräber auf die frühe Besiedelung der Gegend hin. Etwa 1837 fand der Pfarrer von Bruckberg hier zahlreiche römische Münzen.
Pörndorf bildete schon früh einen kleinen selbstständigen Herrschaftsbereich. Vielleicht war ein Ritter namens Poren, der in einer Zeugenreihe auftritt und in der Gegend begütert war, namensgebend für Pörndorf. Etwas westlich von Pörndorf, heute auf oberbayerischem Gebiet, fand 1313 die Schlacht bei Gammelsdorf statt, in der Ludwig der Bayer die habsburgischen Truppen unter Friedrich dem Schönen besiegte.
Der Ort bildete eine Obmannschaft im Amt Isareck des Landgerichtes Moosburg und bestand 1752 aus zwanzig Anwesen. Erst am 30. Januar 1822 wurde Pörndorf vom Landgericht Moosburg abgetrennt und dem Landgericht Landshut unterstellt, wobei es zur Gemeinde Widdersdorf gehörte, deren Gemeindesitz Pörndorf lange war. Zum Transport von Bentonit führte von 1932 bis 1961 die Werkbahn Bruckberg von einer Tongrube bei Pörnbach nach Bruckberg an der Bahnstrecke München–Regensburg. Mit der Gemeinde Widdersdorf gelangte Pörndorf im Zuge der Gebietsreform am 1. Mai 1978 zur Gemeinde Bruckberg. 

## Sehenswürdigkeiten
- Filialkirche Mariä Himmelfahrt. Der spätgotische Backsteinbau vom Ende des 15. Jahrhunderts besitzt ein reichgeziertes Rippengewölbe.

## Vereine
- Freiwillige Feuerwehr Pörndorf:[1] 1891 gegründet, 50 aktive Feuerwehrleute (Stand: 2016). Seit 2010 gibt es eine Jugendfeuerwehr.
- KSK Pörndorf
- Landfrauen Pörndorf
- SV Waldeslust Pörndof